# Corydoras polystictus
Corydoras polystictus är en fiskart som beskrevs av Regan 1912. Corydoras polystictus ingår i släktet Corydoras och familjen Callichthyidae. Inga underarter finns listade i Catalogue of Life.